# BK Heid
BK Heid (Ballklubben Heid) ist ein schwedischer Handballverein aus Göteborg. Im Verein sind Herren- und Damen-Mannschaften organisiert.
Der Verein wurde im Jahre 1946 von Lennart Canefur, Leif Carlsson und Kurt Mathiason gegründet, die sich von der Karl Johansskolan in Majorna und vom Verein Majornas IK kannten. Da der gewählte Name BK Standahr schon vergeben war, wählten sie den Namen Heid. In den 1960er Jahren zog der Verein von Majornas nach Järnbrott um. Der Nachwuchs wurde an der Järnbrotts-skolan rekrutiert. Im Jahr 1993 wurde die Heidhallen mit einer Kapazität von 600 Zuschauern errichtet.
Die erste Damen-Mannschaft spielte zwischen 2006 und 2023 in der höchsten schwedischen Spielklasse, der Svensk HandbollsElit. Die Herren-Mannschaft spielte in der Saison 2004/2005 ebenfalls in der Elitserien; in der Saison 2009/2010 spielen sie in der Division 1, der dritten schwedischen Spielklasse.
Zu den bekannten Spielern gehören Anders Bäckegren, Mikael Mellegård, Peter Möller und Annika Fredén.